# Wourou
Le Wourou est une danse traditionnelle du Bénin plus précisément des batonu dans le département du Borgou.

## Description
Le wourou est une danse culturelle et cultuelle pratiquée lors des cérémonies annuelles des morts chez les bariba. En effet, le Wourou peut se décliner en trois étapes selon l'événement à célébrer. Cette danse peut faire office de rituel mortuaire lors des funérailles d'un Roi ou dignitaire Bariba; de rituel de démonstration de détention de pouvoir mystiques entre féticheur au cours des cérémonies claniques ou encore de rituel pour exorciser le village de ses malheurs. Quand il en est ainsi, cette danse est exécutée par un collège de féticheurs. La danse Wourou est pratiquée par un groupe de personnes dont un chef de groupe qui détiendrait en lui tout le pouvoir mystique du groupe. Ce dernier est reconnaissable grâce à son couvre-chef spécial et différent des autres. L’ensemble du groupe est affublé de chaussures conçues à base de rônier. Ces derniers à moitié vêtus de peau d’animal, tiennent en main des gourdes et une chaussure usagée,,,.

## Spécificité
Cette danse est exclusivement faite par les hommes, la seule femme que l'on voit au sein de ce groupe masculin est une fille vierge qui ne danse pas mais qui porte sur sa tête une partie des talismans et autres gris-gris. Le Wourou en tant qu'être mystique est considéré comme le dieu du fer,.
Depuis 2020, la danse Wourou fait partie du patrimoine culturel immatériel du Bénin.